# NGC 6052
NGC 6052 (другое обозначение — NGC 6064) — группа из двух взаимодействующих галактик PGC 57039 и PGC 200329 в созвездии Геркулес.
Этот объект был занесён в Новый общий каталог его составителем Джоном Дрейером дважды — по наблюдениям Альберта Марта как NGC 6052 и по данным Уильяма Гершеля как NGC 6064, так как координаты объекта Гершеля и Марта, совпадая по прямому восхождению, различались по склонению на две минуты.
Первоначально NGC 6052 считалась спиральной галактикой типа Sc, однако при дальнейших исследованиях её морфологии она была отнесена к классу пекулярных галактик и внесена в Атлас пекулярных галактик как объект Arp 209. Среди аномальных особенностей галактики были отмечены иррегулярности её восточного края, спектроскопические данные показали значительную разницу скоростей (120—150 км/с) по лучу зрения различных областей галактики, что значительно превышало разницу скоростей, обусловленную вращением галактики, на основании чего был сделан вывод о наличии выбросов вещества из галактики. Кроме того, были обнаружены признаки того, что направление вращения центральной области галактики не соответствует направлению, ожидаемому по её форме.
Впервые NGC 6052 был идентифицирован как пара взаимодействующих Борисом Александровичем Воронцовым-Вельяминовым, который внёс её в Атлас и каталог взаимодействующих галактик как объект VV86, что в дальнейшем было подтверждено наблюдениями — в оптическом диапазоне были разрешены два компактных ядра с высокой поверхностной яркостью, окруженные общей оболочной, а также обширные зоны активного звездообразования, окруженные гигантскими областями ионизированного водорода (областями H II).
В галактике вспыхнула сверхновая SN 1982aa

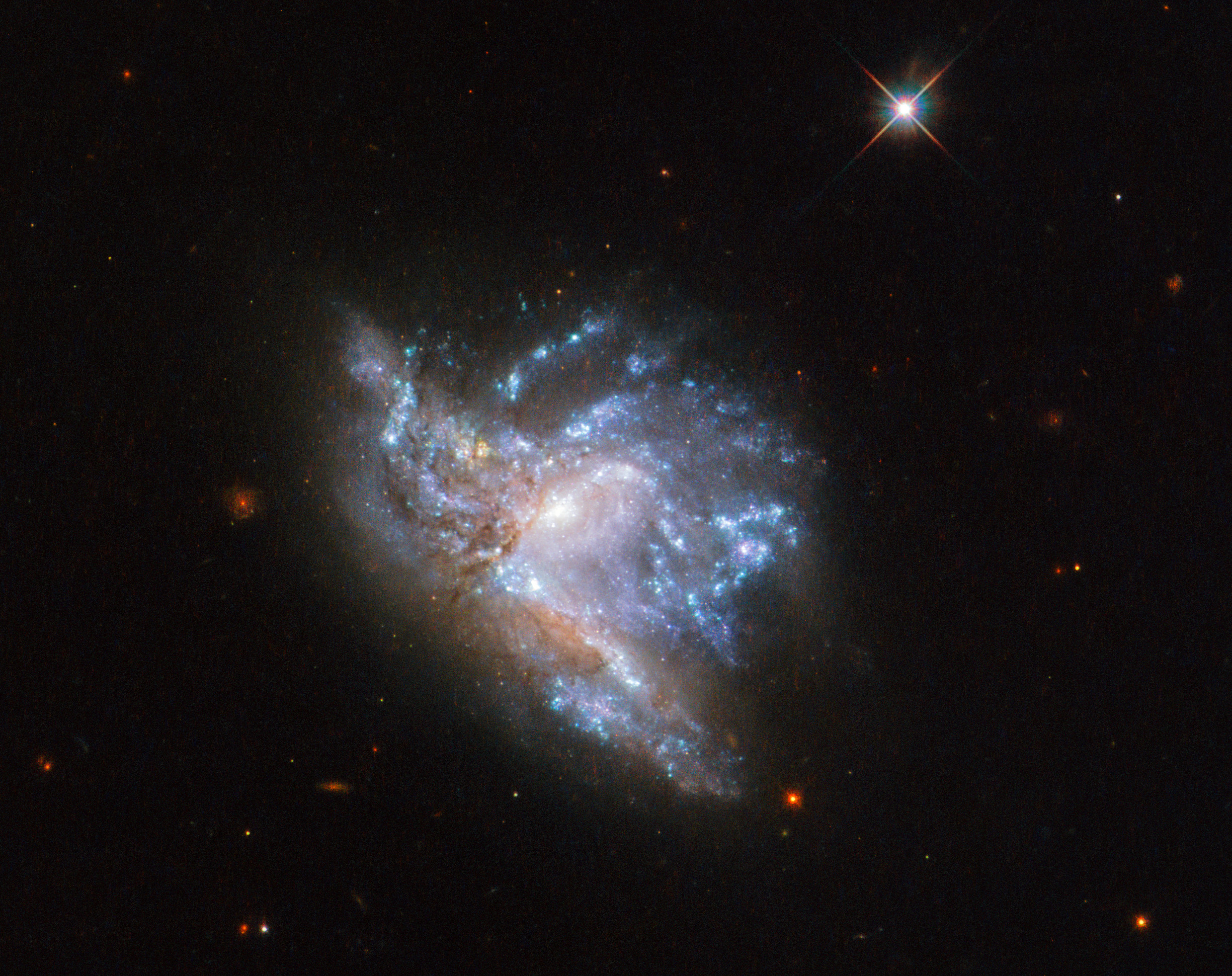
Фотография сделана камерой Wide Field and Planetary Camera 2 (WFPC2) установленной на телескопе Хаббл.